# Шежим'ю
Шежим'ю́ або Шежи́м-Ю або Шежимью́ (рос. Шежим'ю, Шежим-Ю, Шежымью) — річка в Республіці Комі, Росія, ліва притока річки Ілич, правої притоки річки Печора. Протікає територією Троїцько-Печорського району.
Річка починається на північно-східних схилах гори Тумбік (висота 720 м), протікає на північ, північний захід, північний схід, північний захід, захід, північний захід та північ. У верхній течії на правому березі знаходиться гора Шежим-Із (висота 842 м).
Притоки:
- права — Підшежимшор
- ліва — Лун-Вож (Лунвож)